# Thermosphaeroma dugesi
Thermosphaeroma dugesi är en kräftdjursart som först beskrevs av Dollfus 1893.  Thermosphaeroma dugesi ingår i släktet Thermosphaeroma och familjen klotkräftor. IUCN kategoriserar arten globalt som akut hotad. Inga underarter finns listade i Catalogue of Life.